# Wikipédia en thaï
Wikipédia en thaï (en thaï : วิกิพีเดียภาษาไทย [Wi-ki-phi-dia pha-sa thai]) est l'édition de Wikipédia en thaï, langue taï (sans h) parlée en Thaïlande. L'édition est lancée officiellement en mars 2003, mais dans les faits en décembre 2003. Son code est : th.
Au 20 mars 2025, l'édition en thaï contient 172 457 articles et compte 497 043 contributeurs, dont 1 217 contributeurs actifs et 18 administrateurs.

## Présentation

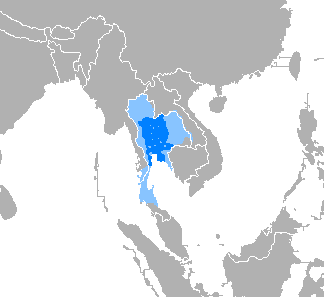
Aire de diffusion du thaï.

## Statistiques
- Le 4 septembre 2009, l'édition en thaï atteint 50 000 article. Au 22 février 2010, c'est la 40e plus grande version de Wikipédia en nombre d'articles.
- Le 6 novembre 2022, elle contient 150 938 articles et compte 435 283 contributeurs, dont 1 015 contributeurs actifs et 15 administrateurs.
- Le 13 août 2024, elle contient 166 030 articles et compte 482 169 contributeurs, dont 1 456 contributeurs actifs et 17 administrateurs.
- Le 4 octobre 2024, elle contient 167 190 articles et compte 485 930 contributeurs, dont 1 191 contributeurs actifs et 17 administrateurs.